# Daniel Pezzotti
Daniel Pezzotti (* 9. April 1962 in Zürich; † 7. Oktober 2017) war ein Schweizer Cellist, der sowohl in der Klassik als auch im Jazz hervorgetreten ist.

## Leben und Wirken
Pezzotti begann mit fünf Jahren Violoncello und Klavier zu spielen. 1981 schloss er sein Studium am Konservatorium Zürich bei Claude Starck mit Auszeichnung ab. Im Bereich der klassischen Musik weist ihn eine rege internationale Konzerttätigkeit als Solist und Kammermusiker aus. Ab 1986 war er Mitglied des Orchesters der Oper Zürich. Er gründete das Palladio-Ensemble, das Kammermusik und Architektur gegenüberstellt, neben dem Arara Trio, das sich besonders für die Aufführung brasilianischer Komponisten in Europa einsetzt. Als Mitglied beider Ensembles unternahm er ausgedehnte Tourneen durch Europa, Mexiko, Brasilien und die Vereinigten Staaten. Weiterhin nahm er an bedeutenden Festivals wie dem Warschauer Herbst, dem Festival Internacional Cervantino, den Salzburger Schlosskonzerten und den Internationalen Juni-Festwochen in Zürich teil. In seinen letzten Jahren arbeitete Pezzotti auch mit der Barockformation La Scintilla und dem Ensemble Kontraste Zürich, das bewährte Kammermusik aktuellen Kompositionen entgegensetzt. Er war ausserdem als Solo-Cellist des Schweizer Kammerorchesters und der Zürcher Streichersolisten tätig.
Daneben wendete sich Pezzotti in seinen letzten Jahren vermehrt dem Jazz und der Improvisationsmusik zu. So arbeitete er in Projekten zusammen mit Musikern wie Daniel Schnyder, Stephan Kurmann, Ann Malcolm, Lee Konitz, Steve Swallow, Andy Scherrer, Adam Taubitz, Günther Wehinger oder Adrian Mears. Es kam zu Auftritten auf dem Montreux Jazz Festival, dem North Sea Jazz Festival, dem JazzFest Berlin und weiteren internationalen Jazzfestivals. Als Freund des brasilianischen Multiinstrumentalisten Hermeto Pascoal trat er 1992 mit dessen Gruppe in Rio de Janeiro, Rom, Florenz, Genf und Zürich auf. Aus dieser gemeinsamen Arbeit entwickelte sich ein Duo mit Carlos Malta, dem Flötisten und Saxophonisten aus Pascoals Gruppe, das das Album Rainbow (Sony - Brazil) veröffentlichte. Weiterhin nahm er mehrfach mit Andreas Vollenweider und mit Thierry Lang, aber auch mit Vera Kaa auf und wirkte auch auf der Neueinspielung von Die kleine Niederdorfoper mit.
In Rio de Janeiro wirkte Pezzotti viele Jahre als Gastdozent beim International Cello Encounter. An der Zürcher Hochschule der Künste lehrte er als Dozent Violoncello (Haupt- und Nebenfach).
Pezzotti starb im Oktober 2017 im Alter von 55 Jahren an den Folgen einer schweren Krankheit.

## Diskographische Hinweise
Klassische Musik
- Arara Trio: Brazilian Chamber Music (Leblon Records)
- Palladio Ensemble: Concerti e Sonate (Koch Schwann)
- Joachim Raff: Complete Piano Trios (Arte Nova)
- Ensemble Kontraste Zürich: Alone Together

Jazz und Third Stream
- Cellobration (mit Russell Ferrante, Franco Ambrosetti, Julio Barreto, Ian Shaw, Daniel Schnyder, Chris Wiesendanger u. a.; TCB 2009)
- Barbara Balzan Quartet: Tender Awakening (TCB)
- Dick de Graaf Soundroots: Schubert Impressions (Divox)
- Thierry Lang: Lyoba Revisited (mit Matthieu Michel, Heiri Känzig u. a.; Act 2009)
- Lee Konitz: A Tribute to Billie Holiday (mit Mark Feldman, Cenovia Cummings, Jill Jaffe, Ronald Lawrence, Erik Friedlander, Michael Formanek, Matt Wilson; Enja 1996)
- Kurmann Strings: Live in Montreux (TCB 1990)
- Kurmann Strings: Okan Layé (TCB 1998)
- Daniel Schnyder: Winds (mit Matthias Ziegler, Simon Nabatov, Max Helfenstein, Hugo Helfenstein, Hanspeter Haas, Hansulrich Schläpfer, Christian Meldau, Robert Mark, Christian Lambour; Koch Schwann 1990)
- Daniel Schnyder: Decoding the Message (mit Lew Soloff, Ray Anderson, Michael Mossman, Vladislav Sendecki, Michael Formanek, Ronnie Burrage, Matthias Ziegler, Robert Mark; Enja 1989)
- Yang Jing: Mondschatten (Culturescapes in der Schweiz 2010)

## Lexigraphische Einträge
- Bruno Spoerri (Hrsg.): Biografisches Lexikon des Schweizer Jazz, CD-Beilage Jazz in der Schweiz. Geschichte und Geschichten. Chronos, Zürich 2005, ISBN 978-3-0340-0739-9.